# MemTest86
MemTest86 и Memtest86+ — программы для проверки ОЗУ на компьютерах архитектуры x86 и x86-64.

## Описание
MemTest86 и Memtest86+ запускаются с помощью собственного загрузчика, поэтому наличия операционной системы для их работы не нужно. Начиная с MemTest86 2.3 и Memtest86+ 1.60 имеет функцию формирования списка плохих блоков памяти в формате BadRAM. Используя эти данные, модифицированное ядро Linux может работать с дефектным модулем RAM, не используя повреждённые участки.
Первая версия MemTest86 была написана Крисом Брэйди (Chris Brady); Memtest86+ была разработана Сэмюэлем Демюльместером (Samuel Demeulemeester). Загрузочный код был взят из Linux 1.2.1. Обе программы написаны на языке Си и x86-ассемблере. Обе программы поддерживают современные многоядерные процессоры, а также большое количество чипсетов материнских плат.

### Алгоритм работы
Алгоритм проверки памяти у обеих программ сходный. Программа сначала записывает всю память повторениями подготовленного блока данных, затем считывает и сверяет записанное с прочитанным в два прохода: начиная с младших адресов к старшим и наоборот. Процедура повторяется для множества разных образцов данных, чтобы выявить все возможные ошибки.
В процессе тестирования утилита совершает один или много циклов (англ. pass — проход) в зависимости от заданной перед запуском тестирования настройки.

## Распространение

### MemTest86
MemTest86 доступен для скачивания на официальном сайте: образы CD (ISO), образ дискеты и образ USB-диска, а также исходные тексты.
MemTest86 по состоянию на 2019 год выпускается в двух вариантах — Pro и Free. Версии Pro отличаются бо́льшим набором функций, но являются платными.

### Memtest86+
Memtest86+ доступен для свободного скачивания на официальном сайте в виде образа дискеты, образа компакт-диска (ISO) и инсталлятора для установки программы на USB-накопитель, также можно скачать исходные тексты и скомпилировать программу самостоятельно.
На данный момент возобновлена доработка Memtest86+. Автор принимает пожертвования на развитие программы.

## История

### MemTest86
MemTest86 была создана в 1994 году. Автор использовал алгоритмы тестирования оперативной памяти, разработанные им в 1981 году и использованные в тестах памяти компьютеров PDP-11, VAX11/780 и Cray XMP. До версии 3.0 (середина 2002 года) MemTest86 активно развивался, затем был перерыв на два года, и последующие версии выходили с перерывами в год-два. С 2013 года (версии 4.1.0 и выше) программа стала обновляться регулярно — не менее двух раз в год, код программы был переписан, наряду с бесплатной появилась коммерческая версия. Для запуска версии 5.0.0 и выше требуется система с UEFI, иначе будет запущена legacy-версия программы 4.3.7.

### Memtest86+
Программа создана в начале 2004 года как ответвление устаревшей на тот момент MemTest86.
Версии:
- 2.00 — 8 февраля 2008 года;
- 2.01 — 21 февраля 2008 года;
- 2.10 — 15 ноября 2008 года;
- 2.11 — 22 декабря 2008 года;
- 4.00 — 22 сентября 2009 года;
- 4.10 — 4 мая 2010 года — исполняемый файл MS-DOS заменен на инсталлятор для Windows[6];
- 4.20 — 25 января 2011 года;
- 5.01 — 27 сентября 2013 года;
- 5.31b — 12 апреля 2020 года;
- 6.00b3 — 18 июля 2022 года;
- 6.00 — 23 октября 2022 года;
- 7.00 — 07 января 2024 года: добавлены поддержка опроса IMC, включая первые поколения Intel Core, поддержка опроса ECC (с оговорками), поддержка MMIO UART и т. д.